# کاکامو
کاکامو (به ایتالیایی: Caccamo) یک کومونه در ایتالیا است که در استان پالرمو واقع شده‌است.

## خصوصیات
کاکامو ۱۸۷ کیلومترمربع مساحت و ۸٬۵۲۸ نفر جمعیت دارد و ۵۲۱ متر بالاتر از سطح دریا واقع شده‌است.